# Nuoto ai campionati mondiali di nuoto 2013 - 200 metri stile libero maschili
Le qualifiche per la semifinale si sono svolte la mattina del 29 luglio 2013, mentre la semifinale si è svolta la sera dello stesso giorno. La finale, invece, si è svolta la sera del 30 luglio 2013.

## Medaglie
| Posizione | Atleta        | Paese       |
| --------- | ------------- | ----------- |
| Oro       | Yannick Agnel | Francia     |
| Argento   | Conor Dwyer   | Stati Uniti |
| Bronzo    | Danila Izotov | Russia      |

## Record
Prima della manifestazione il record del mondo (WR) e il record dei campionati (CR) erano i seguenti.
| Record mondiale       | 1'42"00 | Paul Biedermann Germania | 28 luglio 2009 Roma, Italia |
| Record dei campionati | 1'42"00 | Paul Biedermann Germania | 28 luglio 2009 Roma, Italia |

Nel corso della competizione non sono stati migliorati record.

## Risultati

### Batterie
| Pos. | Batteria | Corsia | Atleta                | Nazionalità          | Tempo   | Note |
| ---- | -------- | ------ | --------------------- | -------------------- | ------- | ---- |
| 1    | 7        | 6      | Robert Renwick        | Gran Bretagna        | 1'46"88 | Q    |
| 2    | 5        | 8      | Nicolas Oliveira      | Brasile              | 1'46"99 | Q    |
| 3    | 5        | 6      | Sebastiaan Verschuren | Paesi Bassi          | 1'47"24 | Q    |
| 4    | 5        | 5      | Kōsuke Hagino         | Giappone             | 1'47"33 | Q    |
| 5    | 7        | 5      | Cameron McEvoy        | Australia            | 1'47"34 | Q    |
| 6    | 7        | 4      | Yannick Agnel         | Francia              | 1'47"40 | Q    |
| 7    | 7        | 3      | Danila Izotov         | Russia               | 1'47"76 | Q    |
| 8    | 7        | 7      | Pieter Timmers        | Belgio               | 1'47"89 | Q    |
| 9    | 6        | 4      | Ryan Lochte           | Stati Uniti          | 1'47"90 | Q    |
| 9    | 6        | 5      | Conor Dwyer           | Stati Uniti          | 1'47"90 | Q    |
| 11   | 5        | 2      | Matthew Stanley       | Nuova Zelanda        | 1'48"01 | Q    |
| 12   | 5        | 4      | Thomas Fraser-Holmes  | Australia            | 1'48"05 | Q    |
| 13   | 7        | 2      | Velimir Stjepanović   | Serbia               | 1'48"12 | Q    |
| 14   | 7        | 9      | Li Yunqi              | Cina                 | 1'48"18 | Q    |
| 15   | 5        | 3      | Wang Shun             | Cina                 | 1'48"19 | Q    |
| 16   | 6        | 2      | Clemens Rapp          | Germania             | 1'48"37 | Q    |
| 17   | 6        | 3      | Nikita Lobincev       | Russia               | 1'48"41 |      |
| 18   | 6        | 0      | Alex Di Giorgio       | Italia               | 1'48"47 |      |
| 19   | 5        | 1      | Dion Dreesens         | Paesi Bassi          | 1'48"50 |      |
| 19   | 6        | 7      | Dimitri Colupaev      | Germania             | 1'48"50 |      |
| 21   | 7        | 0      | Marco Belotti         | Italia               | 1'48"66 |      |
| 22   | 6        | 8      | Ieuan Lloyd           | Gran Bretagna        | 1'48"92 |      |
| 23   | 5        | 7      | Jan Świtkowski        | Polonia              | 1'48"93 |      |
| 24   | 4        | 5      | Cristian Quintero     | Venezuela            | 1'48"96 |      |
| 25   | 7        | 1      | Glenn Surgeloose      | Belgio               | 1'49"04 |      |
| 26   | 6        | 6      | Grégory Mallet        | Francia              | 1'49"10 |      |
| 27   | 4        | 4      | Victor Martín         | Spagna               | 1'49"22 |      |
| 28   | 5        | 0      | Blake Worsley         | Canada               | 1'49"30 |      |
| 29   | 4        | 9      | Marwan Ismail         | Egitto               | 1'49"33 |      |
| 30   | 4        | 7      | Matias Koski          | Finlandia            | 1'49"37 |      |
| 31   | 5        | 9      | Ahmed Mathlouthi      | Tunisia              | 1'49"43 |      |
| 32   | 4        | 3      | David Brandl          | Austria              | 1'49"61 |      |
| 33   | 6        | 9      | Nimrod Shapira Bar-Or | Israele              | 1'49"78 |      |
| 34   | 4        | 2      | Joseph Schooling      | Singapore            | 1'50"15 |      |
| 35   | 7        | 8      | Dominik Meichtry      | Svizzera             | 1'50"24 |      |
| 36   | 3        | 2      | Tomas Havránek        | Rep. Ceca            | 1'50"56 |      |
| 37   | 3        | 6      | Povilas Strazdas      | Lituania             | 1'50"86 |      |
| 38   | 3        | 8      | Mateo de Angulo       | Colombia             | 1'51"14 |      |
| 39   | 6        | 1      | Benjamin Hockin       | Paraguay             | 1'51"46 |      |
| 40   | 3        | 5      | Jessie Lacuna         | Filippine            | 1'51"76 |      |
| 41   | 4        | 0      | Doğa Çelik            | Turchia              | 1'51"79 |      |
| 42   | 3        | 0      | Ensar Hajder          | Bosnia ed Erzegovina | 1'51"84 |      |
| 43   | 3        | 4      | Jeong Jeong-Soo       | Corea del Sud        | 1'51"86 |      |
| 44   | 3        | 1      | Uvis Kalniņš          | Lettonia             | 1'51"91 |      |
| 45   | 3        | 3      | Wang Yu Lian          | Taipei cinese        | 1'52"10 |      |
| 46   | 4        | 1      | Ihar Boki             | Bielorussia          | 1'52"60 |      |
| 47   | 3        | 9      | Long Yuan Gutierrez   | Messico              | 1'52"94 |      |
| 48   | 2        | 3      | Nicholas Schwab       | Rep. Dominicana      | 1'53"07 |      |
| 49   | 3        | 7      | Raphaël Stacchiotti   | Lussemburgo          | 1'53"55 |      |
| 50   | 2        | 6      | Marko Blaževski       | Macedonia            | 1'54"26 |      |
| 51   | 2        | 7      | Jemal Le Grand        | Aruba                | 1'55"08 |      |
| 52   | 2        | 4      | Welliam Maksi         | Siria                | 1'56"02 |      |
| 53   | 2        | 2      | Kevin Avila Soto      | Guatemala            | 1'56"74 |      |
| 54   | 1        | 6      | Khader Baqleh         | Giordania            | 1'56"94 |      |
| 55   | 2        | 1      | Mathieu Marquet       | Mauritius            | 1'57"48 |      |
| 56   | 2        | 0      | Ahmad Jebril          | Palestina            | 1'57"68 |      |
| 57   | 2        | 5      | Thanh Nguyen Pham     | Vietnam              | 2'00"15 |      |
| 58   | 1        | 4      | Evin Zekthi           | Albania              | 2'00"43 |      |
| 59   | 1        | 3      | Pol Arias             | Andorra              | 2'00"44 |      |
| 60   | 1        | 2      | Sovijja Pou           | Cambogia             | 2'01"06 |      |
| 61   | 2        | 8      | Abdoul Niane          | Senegal              | 2'02"01 |      |
| 62   | 1        | 5      | Guillermo López       | Nicaragua            | 2'03"95 |      |
| 63   | 2        | 9      | Adam Viktoria         | Seychelles           | 2'04"44 |      |
| 64   | 1        | 9      | Noah Al-Khulaifi      | Qatar                | 2'06"62 |      |
| 65   | 1        | 7      | Haris Bandey          | Pakistan             | 2'09"85 |      |
| 66   | 1        | 1      | Suleyman Atayev       | Turkmenistan         | 2'13"46 |      |
| 67   | 1        | 0      | Sirish Gurung         | Nepal                | 2'14"56 |      |
| 68   | 1        | 8      | Ammaar Ghadiyali      | Tanzania             | 2'15"28 |      |
|      | 4        | 6      | Leith Shankland       | Sudafrica            |         | DNS  |

### Semifinali

#### Semifinale 1
| Pos. | Corsia | Atleta               | Nazionalità | Tempo   | Note |
| ---- | ------ | -------------------- | ----------- | ------- | ---- |
| 1    | 5      | Kōsuke Hagino        | Giappone    | 1'46"87 | Q    |
| 2    | 3      | Yannick Agnel        | Francia     | 1'47"01 | Q    |
| 3    | 2      | Conor Dwyer          | Stati Uniti | 1'47"05 | Q    |
| 4    | 7      | Thomas Fraser-Holmes | Australia   | 1'47"21 | Q    |
| 5    | 1      | Li Yunqi             | Cina        | 1'47"36 |      |
| 6    | 4      | Nicolas Oliveira     | Brasile     | 1'47"42 |      |
| 7    | 8      | Clemens Rapp         | Germania    | 1'47"51 |      |
| 8    | 6      | Pieter Timmers       | Belgio      | 1'47"99 |      |

#### Semifinale 2
| Pos. | Corsia | Atleta                | Nazionalità   | Tempo   | Note |
| ---- | ------ | --------------------- | ------------- | ------- | ---- |
| 1    | 6      | Danila Izotov         | Russia        | 1'45"84 | Q    |
| 2    | 2      | Ryan Lochte           | Stati Uniti   | 1'46"06 | Q    |
| 3    | 4      | Robert Renwick        | Gran Bretagna | 1'46"95 | Q    |
| 4    | 3      | Cameron McEvoy        | Australia     | 1'47"31 | QSO  |
| 4    | 5      | Sebastiaan Verschuren | Paesi Bassi   | 1'47"31 | QSO  |
| 6    | 1      | Velimir Stjepanović   | Serbia        | 1'47"53 |      |
| 7    | 8      | Wang Shun             | Cina          | 1'47"84 |      |
| 8    | 7      | Matthew Stanley       | Nuova Zelanda | 1'48"35 |      |

#### Spareggio
| Pos. | Corsia | Atleta                | Nazionalità | Tempo | Note |
| ---- | ------ | --------------------- | ----------- | ----- | ---- |
|      |        | Cameron McEvoy        | Australia   |       | Q    |
|      |        | Sebastiaan Verschuren | Paesi Bassi |       | WD   |

### Finale
| Pos. | Corsia | Atleta               | Nazionalità   | Tempo   | Note |
| ---- | ------ | -------------------- | ------------- | ------- | ---- |
|      | 2      | Yannick Agnel        | Francia       | 1'44"20 |      |
|      | 7      | Conor Dwyer          | Stati Uniti   | 1'45"32 |      |
|      | 4      | Danila Izotov        | Russia        | 1'45"59 |      |
| 4    | 5      | Ryan Lochte          | Stati Uniti   | 1'45"64 |      |
| 5    | 3      | Kōsuke Hagino        | Giappone      | 1'45"94 |      |
| 6    | 6      | Robert Renwick       | Gran Bretagna | 1'46"52 |      |
| 7    | 8      | Cameron McEvoy       | Australia     | 1'46"63 |      |
| 8    | 1      | Thomas Fraser-Holmes | Australia     | 1'47"11 |      |